# Hrabstwo Emerald
Hrabstwo Emerald (ang. Shire of Emerald) – dawna jednostka podziału administracyjnego Queenslandu w Australii. Głównym miastem było Emerald. W 2006 roku zamieszkane przez 14 355 osób. Powierzchnia hrabstwa wynosiła 10 364 km².
Hrabstwo zostało ustanowione w 1903 roku. W roku 2008 wraz z trzema innymi hrabstwami (Bauhinia, Peak Downs, Duaringa) zostało połączone w region Central Highlands.